# هيئة قضاء قوى الأمن (فلسطين)
الهيئة القضائية لقوى الأمن الفلسطينية، وتعرف أيضاً بهيئة القضاء العسكري هي هيئة قضائية عسكرية فلسطينية، تعنى بتطبيق القانون بحق مرتكبي الجرائم من أفراد الأجهزة الأمنية الفلسطينية.

## التاريخ
أصدرت قيادة الثورة الفلسطينية أول قانون منظم لعمل أفراد قوات العاصفة في 1974، وهما قانون أصول المحاكمات الجزائية الثورية وقانون العقوبات الثورية لحركة التحرير الوطني الفلسطيني. وبعد اندلاع الحرب الأهلية اللبنانية في 1975، وشيوع حالة من الفوضى والفلتان الأمني، قامت قيادة الثورة الفلسطينية في لبنان إلى جانب بعض التنظيمات اللبنانية بإنشاء قوة شرطية بهدف فرض القانون والنظام العام في الشارع اللبناني. ونتيجة لتنامي عدد الموقوفين دون محاكمة بسبب غياب دور المحاكم اللبنانية، أنشئت محاكم ونيابات ثورية ومراكز تأهيل وإصلاح، بهدف تقديم الموقوفين إلى العدالة من خلال تطبيق القرار التشريعي رقم (1) الصادر بتاريخ 6/5/1978.
ومع بدء عمل المحاكم الثورية، ظهرت بعض الثغرات التشريعية في قانون 1978، مما دفع المحاكم للجوء لقانون قوات العاصفة 1974 لسد هذه الثغرات، وظهرت الحاجة لقانون جديد موحد لجميع الفصائل الفلسطينية. في ضوء ذلك، عهدت قيادة الثورة الفلسطينية إلى العميد محمد توفيق الروسان، مؤسس هيئة القضاء العسكري، مع مجموعة من المتخصصين لإعداد التشريعات الجزائية. وبعد مصادقة المجلس الوطني الفلسطيني، أصدر ياسر عرفات، رئيس منظمة التحرير الفلسطينية والقائد العام لقوات الثورة الفلسطينية، المرسوم رقم (1) لسنة 1979، حيث تتكون هذه التشريعات من 4 قوانين، وهي: قانون أصول المحاكمات الجزائية الثوري، وقانون العقوبات الثوري، وقانون مراكز الاصلاح والتأهيل الثوري، ونظام رسوم المحاكم الثورية.
مع دخول قوات حركة فتح إلى الضفة الغربية وقطاع غزة في 1994، أصدر رئيس فلسطين ياسر عرفات مرسوماً بتعيين العميد صائب القدرة رئيساً لهيئة قضاء الأمن العام، لتصبح تلك التسمية هي المعتمدة بدلاً من القضاء الثوري.
تم تغيير مسمى الهيئة إلى هيئة القضاء العسكري بعد صدور القانون الأساسي لعام 2003، والذي جاء في المادة 101 في الفقرة الثانية منه: "نشأ المحاكم العسكرية بقوانين خاصة، وليس لهذه المحاكم أي اختصاص أو ولاية خارج نطاق الشأن العسكري". وفي 2018، تم تغيير المسمى إلى هيئة قضاء قوى الأمن.

## التشكيل
يتكون مجلس هيئة قضاء قوى الأمن بقرار من رئيس دولة فلسطين بصفته القائد الأعلى لقوات الأمن الوطني الفلسطيني، حيث تتبع الهيئة القائد الأعلى لقوات الأمن بشكل مباشر، ويتكون أعضاؤه من:
- رئيس الهيئة.
- نائب رئيس الهيئة.
- النائب العام العسكري (رئيس النيابة العامة العسكرية).[4]
- رؤساء محاكم الاستئناف.
- رئيس المحكمة الخاصة.
- رئيس دائرة التفتيش القضائي.

## كيف ممكن اتواصل معكم
1. 1 2 3 4  "القضاء العسكري نبذة تاريخية". وكالة الأنباء والمعلومات الفلسطينية. اطلع عليه بتاريخ 2024-05-22.
2. ↑  نصوص ومواد قانون القضاء العسكري في فلسطين نسخة محفوظة 2024-12-26 على موقع واي باك مشين.
3. 1 2  "قرار بقانون رقم (2) لسنة 2018م بشأن الهيئة القضائية لقوى الأمن". وكالة الأنباء والمعلومات الفلسطينية. مؤرشف من الأصل في 2025-01-10. اطلع عليه بتاريخ 2024-05-22.
4. ↑  "هيئة القضاء العسكري". وكالة الأنباء والمعلومات الفلسطينية. مؤرشف من الأصل في 2023-04-08. اطلع عليه بتاريخ 2024-05-22.